# Операција Орлова канџа
Операција Орлова канџа (енгл. Operation Eagle Claw) је била војна акција америчке војске с циљем спашавања талаца из америчке амбасаде у Техерану, у Ирану, 24. априла 1980. Операција се завршила неуспехом.
Таоци су ослобођени дипломатским напорима и високом новчаном одштетом, након 444 дана заробљеништва.

## Акција
У зору 24. априла 1980. године с америчког носача авиона УСС Нимиц стационираног у Арапском мору полетело је осам хеликоптера РХ–53 Д Си Стелион, а истовремено из Омана полетели су авиони Ц–130. Већ у почетној фази, због механичког квара, одустају од даљњег лета два хеликоптера, па је акција настављена са само шест хеликоптера. Летећи ниско, да би се избегли ирански радари, скупина је неприметно око 22:00 стигла на предвиђену тачку, око 320 километара југоисточно од Техерана. У иранској пустињи хеликоптере је дочекао оперативац ЦИА, али се ту покварио још један хеликоптер, чиме је целокупна акција ослобађања талаца доведена у питање. Командант акције донео је одлуку о прекиду акције. Још раније, усред пешчане олује један од морнаричких хеликоптера ЦХ 53 сударио се с паркираним авионом-танкером који је допремио гориво за надопуну. Обе летелице одмах су плануле, а погинуло је пет ваздухопловаца и три маринца. Повређени су одмах укрцани у авионе и журно напустили територију Ирана, остављајући иза себе тела погинулих војника, пет читавих хеликоптера и две олупине. Аљкавост америчких војника ишла је тако далеко да су заборавили у напуштеним хеликоптерима планове, па су угрожени и оперативци ЦИА у Техерану.
Планери акције у потпуности су погрешно израчунали потребно трајање лета до полазне тачке а занемарили су и опасност пешчане олује које су честе у том подручју. Одређен је премали број хеликоптера за такву операцију, уместо осам је требало да буде десет или више хеликоптера.